# 榆中县
榆中县是中华人民共和国甘肃省兰州市下属的一个县。面积3362平方公里，2003年人口42万。邮政编码730100，县政府驻城关镇。

## 历史沿革
汉武帝元朔二年（前127年）置榆中县，隶属陇西郡；秦宣烈王于建义一年（385）定都榆中，建立西秦；北魏太武帝太延五年（439年）废县，设榆中镇；元世祖至元七年（1270年），省龛谷、定远二入金州，金州成为不领县的州，改属陕西行中书省管辖；明太祖洪武二年（1369年）降金州为金县，治所移至今城关镇，属临洮府；民国八年（1919年），因与奉天（今辽宁）金县同名，8月改为金城县，10月恢复榆中县。

## 地理
地处东经103°49'-104°34'，北纬35°34'-36°26'。与之接壤的县市有：东边定西市、会宁县、靖远县，西边兰州市七里河区、城关区；南边临洮县；北边（隔黄河）皋兰县、白银市。

## 行政区划
榆中县下辖11个镇、9个乡：
城关镇、夏官营镇、高崖镇、金崖镇、和平镇、甘草店镇、青城镇、定远镇、连搭镇、新营镇、贡井镇、小康营乡、马坡乡、清水驿乡、龙泉乡、韦营乡、中连川乡、园子岔乡、上花岔乡和哈岘乡。

## 交通
- 陇海铁路：李家坪站，高崖站，金家村站，甘草店站，王家湾站，许家台站，夏官营站，陆家崖站，骆驼巷站，桑园子站
- 巉柳高速公路、 309国道、 312国道横跨东西， 101省道、 109省道纵贯南北，白榆公路、东京公路（夏方公路）等县级公路连通兰州、白银、临洮等周边城市，榆新、高韦、路兰等通达公路已改造榆中县建成使用。
- 县城距中川机场80公里、距兰州38公里。